# Campionato portoghese di beach soccer
Il Campeonato Nacional de Futebol de Praia, noto anche come Elite Division è il principale torneo di beach soccer in Portogallo. Si svolge solitamente tra giugno e  settembre ed è gestito dalla Federazione calcistica portoghese.

## Storia
Nasce nel 2010 dopo il fallimento della Portugal Beach Soccer League.
Dal 2015 si compone di due divisioni: la Divisão de Elite, ovvero il campionato principale disputato da 8 squadre (prima con un girone e poi un play-off), il cui vincitore è il campione portoghese. La Divisão Nacional ivence è la seconda divisione. La maggior parte dei migliori giocatori di beach soccer di tutto il mondo giocano in questo campionato.

## Albo d’oro
| Anno | Campione          | Goals     | Secondo          | Goals  |
| ---- | ----------------- | --------- | ---------------- | ------ |
| 2010 | Sporting Lisbona  | 21 pts    | Casa Benfica     | 15 pts |
| 2011 | Vitória Guimarães | 9         | Sporting Lisbona | 6      |
| 2012 | Belenenses        | 3         | ACD Sotão        | 2      |
| 2013 | Braga             | 5         | Estoril Atlético | 2      |
| 2014 | Braga             | 4         | Sporting Lisbona | 2      |
| 2015 | Braga             | 4 (dts)   | Sporting Lisbona | 3      |
| 2016 | Sporting Lisbona  | 7         | Braga            | 4      |
| 2017 | Braga             | 4 (3 dcr) | Sporting Lisbona | 4 (2)  |
| 2018 | Braga             | 5         | Sporting Lisbona | 2      |
| 2019 | Braga             | 9 pts     | Sporting Lisbona | 6 pts  |
| 2020 | Sporting Lisbona  | 9 pts     | Braga            | 6 pts  |
| 2021 | Braga             | 6 (dts)   | Casa Benfica     | 5      |
| 2022 | Braga             | 3         | Casa Benfica     | 2      |
| 2023 | Braga             | 8         | ACD Sotão        | 6      |

## Squadre partecipanti
Braga

 ACD Sotão

 Chaves

Template:Beach soccer Madeira

Template:Beach soccer Leixoes

Template:Beach soccer Torre

 Varzim

## Vittorie per squadra
| Squadra           | Campione | Secondo | Stagioni campione                                    | Stagioni secondo                   |
| ----------------- | -------- | ------- | ---------------------------------------------------- | ---------------------------------- |
| Braga             | 9        | 2       | 2013, 2014, 2015, 2017, 2018, 2019, 2021, 2022, 2023 | 2016, 2020                         |
| Sporting Lisbona  | 3        | 6       | 2010, 2016, 2020                                     | 2011, 2014, 2015, 2017, 2018, 2019 |
| Vitória Guimarães | 1        | 0       | 2011                                                 | –                                  |
| Belenenses        | 1        | 0       | 2012                                                 | –                                  |
| Casa Benfica      | 0        | 3       | –                                                    | 2010, 2021, 2022                   |
| ACD Sotão         | 0        | 2       | –                                                    | 2012, 2023                         |
| Estoril Atlético  | 0        | 1       | –                                                    | 2013                               |